# Фрідріх Вайнбреннер

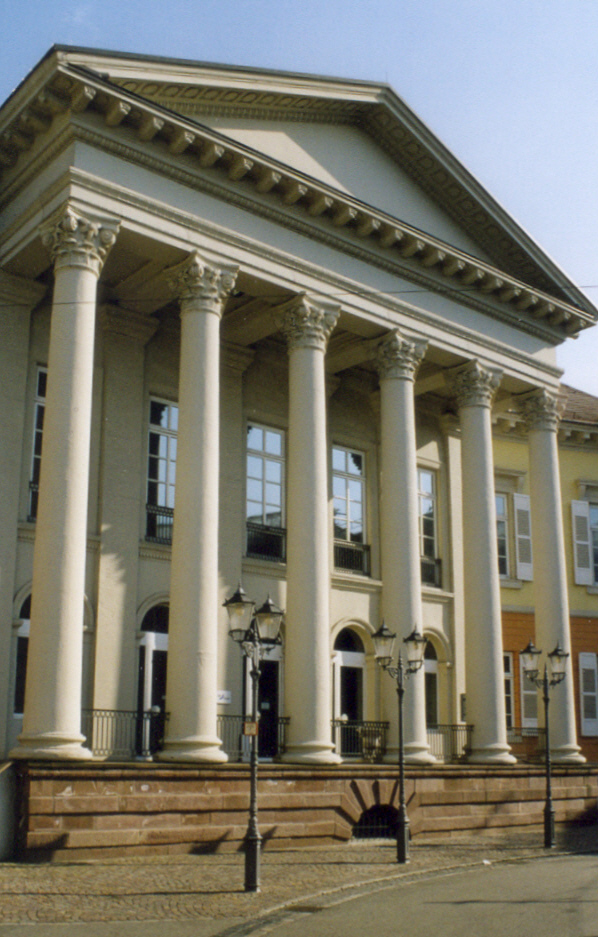
Маркграфський палац Карлсруе

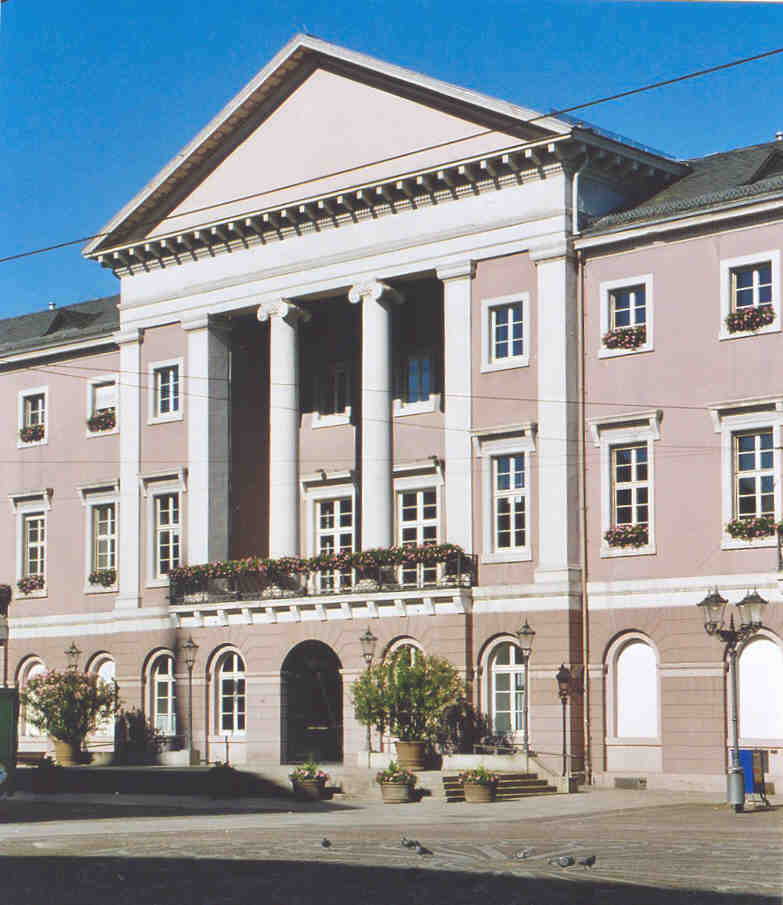
Ратуша Карлсруе

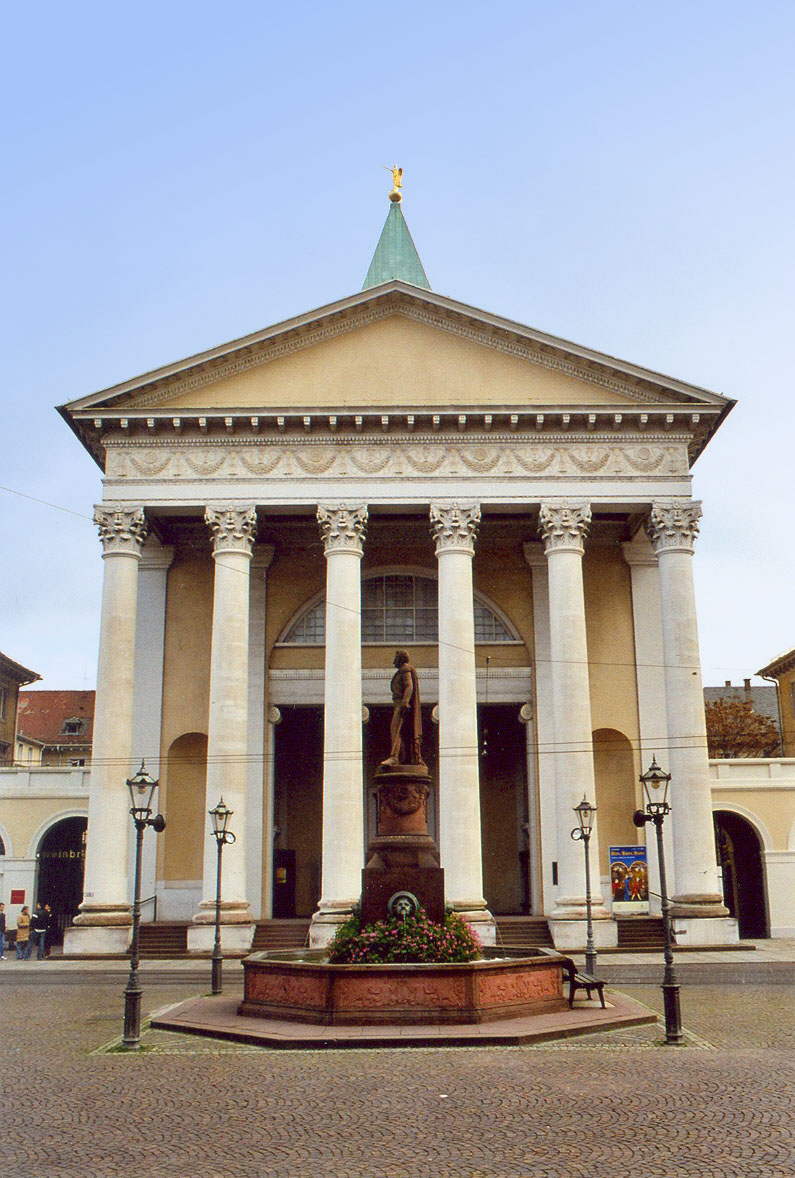
Портик протестантської міської церкви Карлсруе

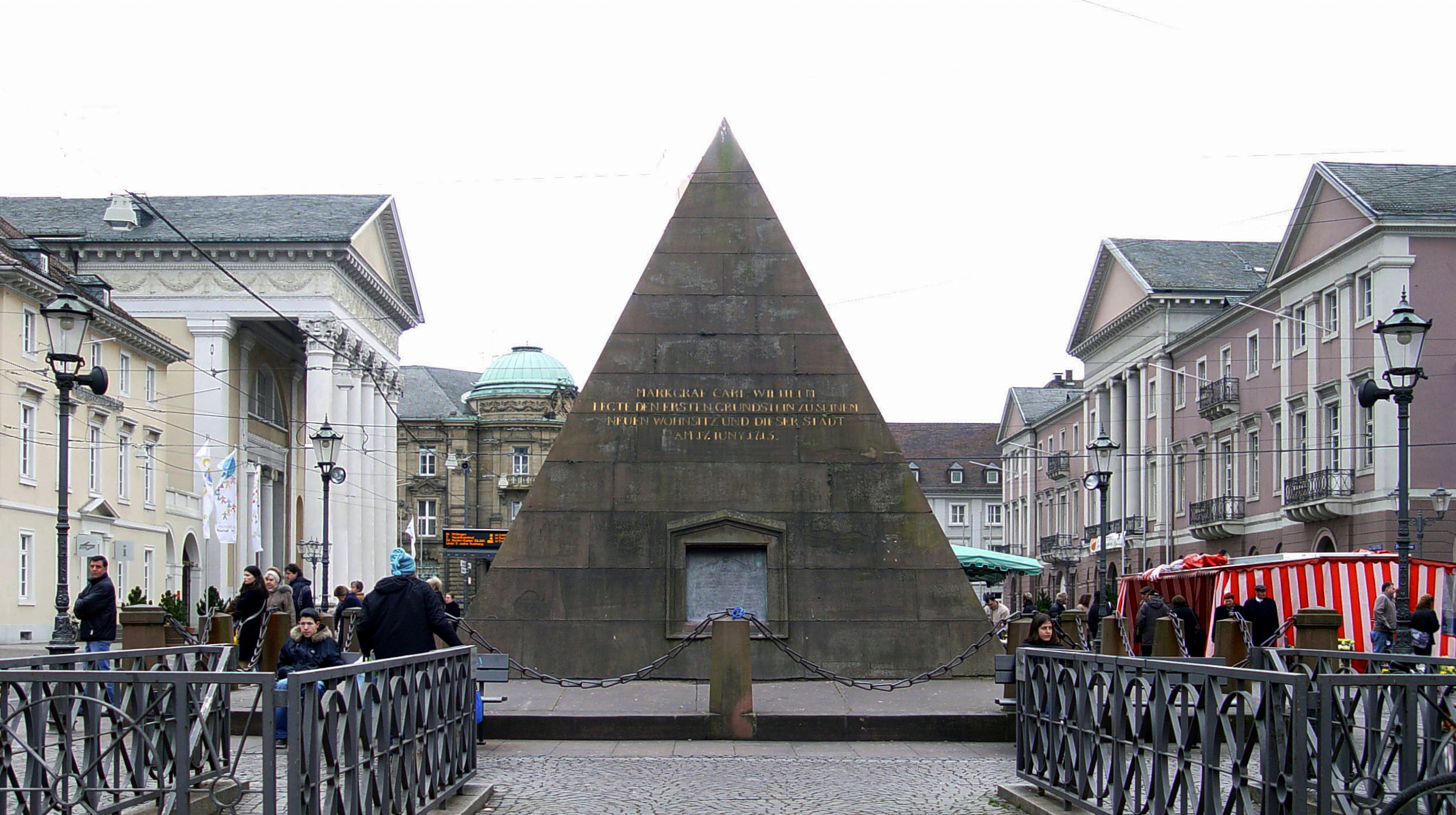
Ринкова площа Карлсруе з пірамідою, протестантською міською церквою та ратушею

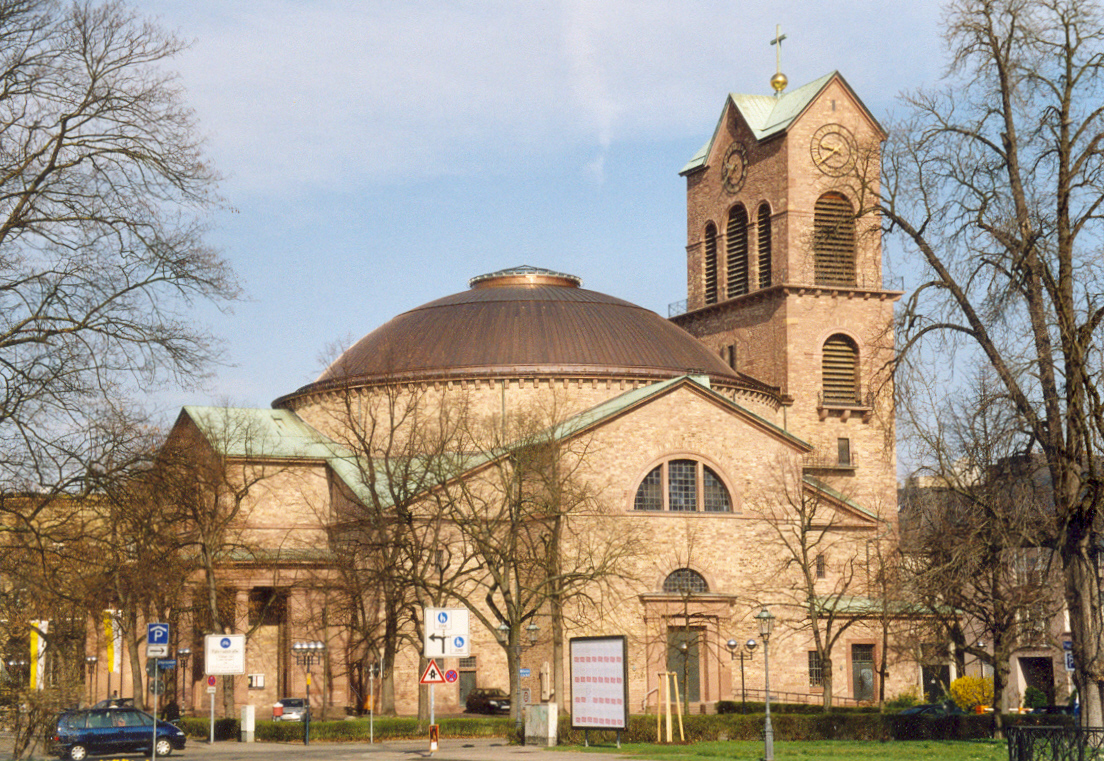
Католицька міська церква Святого Стефана, Карлсруе

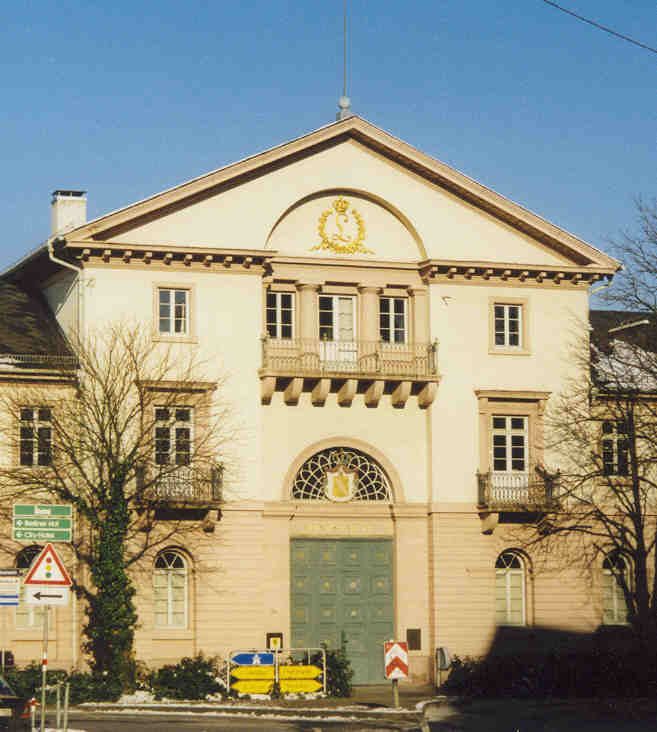
Монетний двір Карлсруе

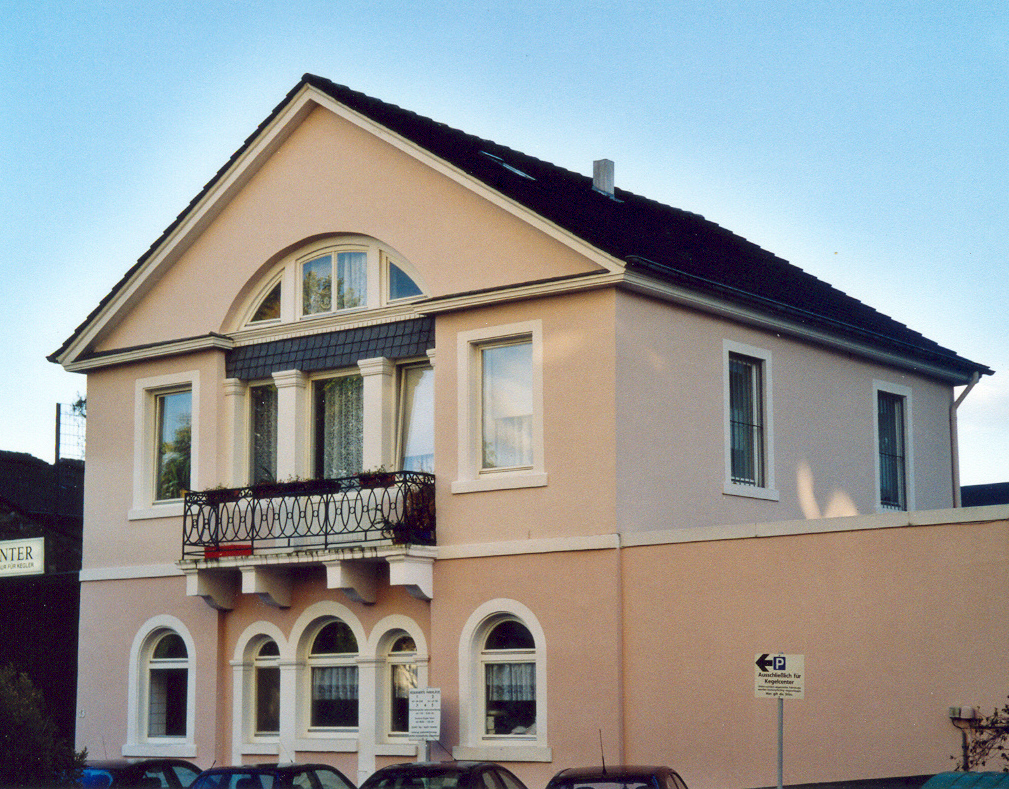
Колишній набережний будинок, Карлсруе

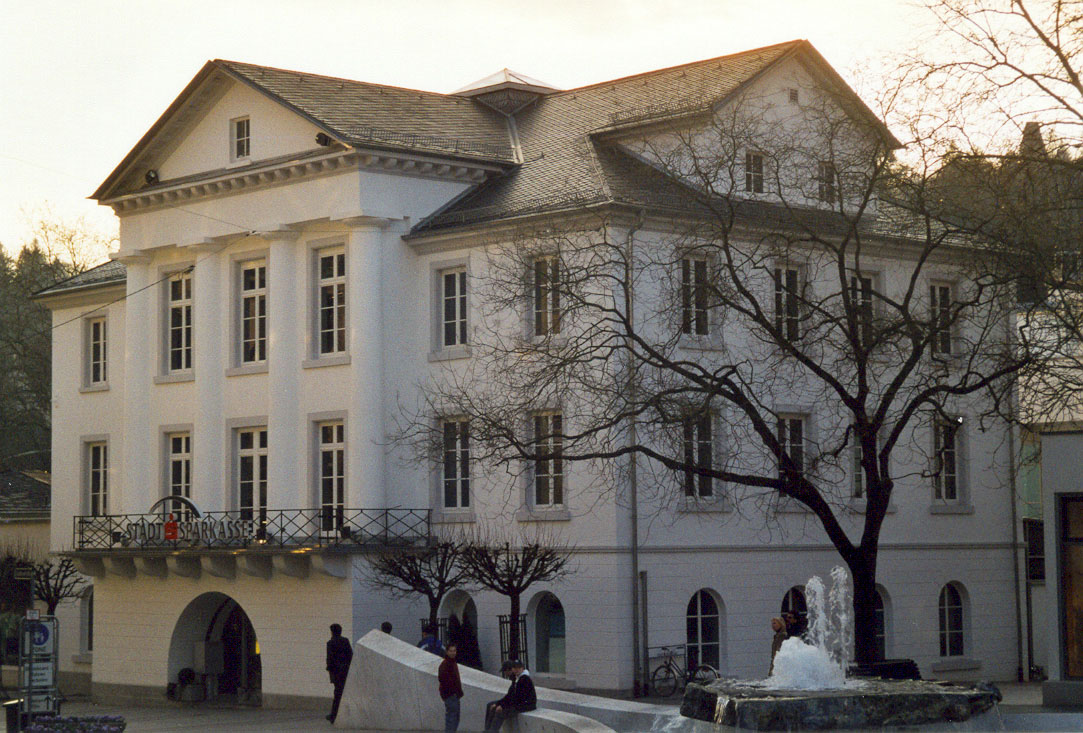
Вілла Гамільтон, Баден-Баден

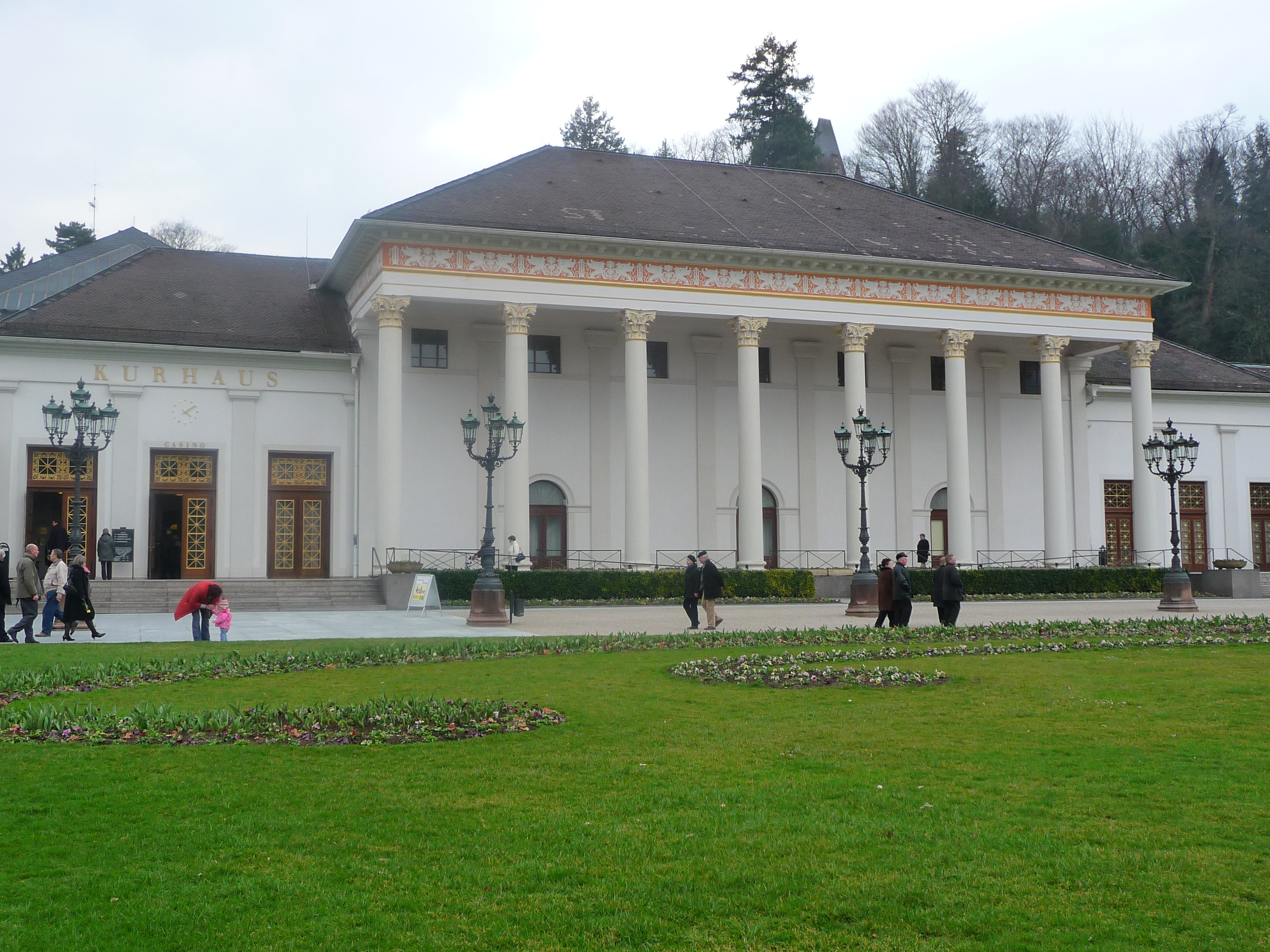
Кургауз Баден-Баден

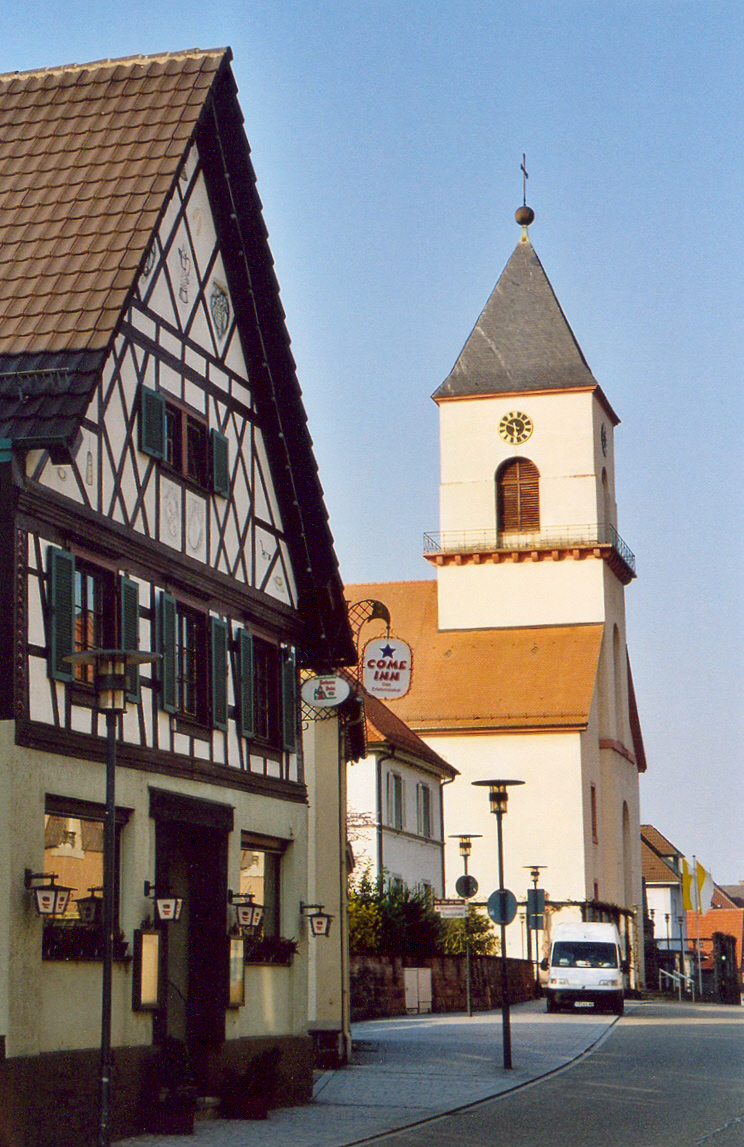
Церква Ренчен Вайнбреннер

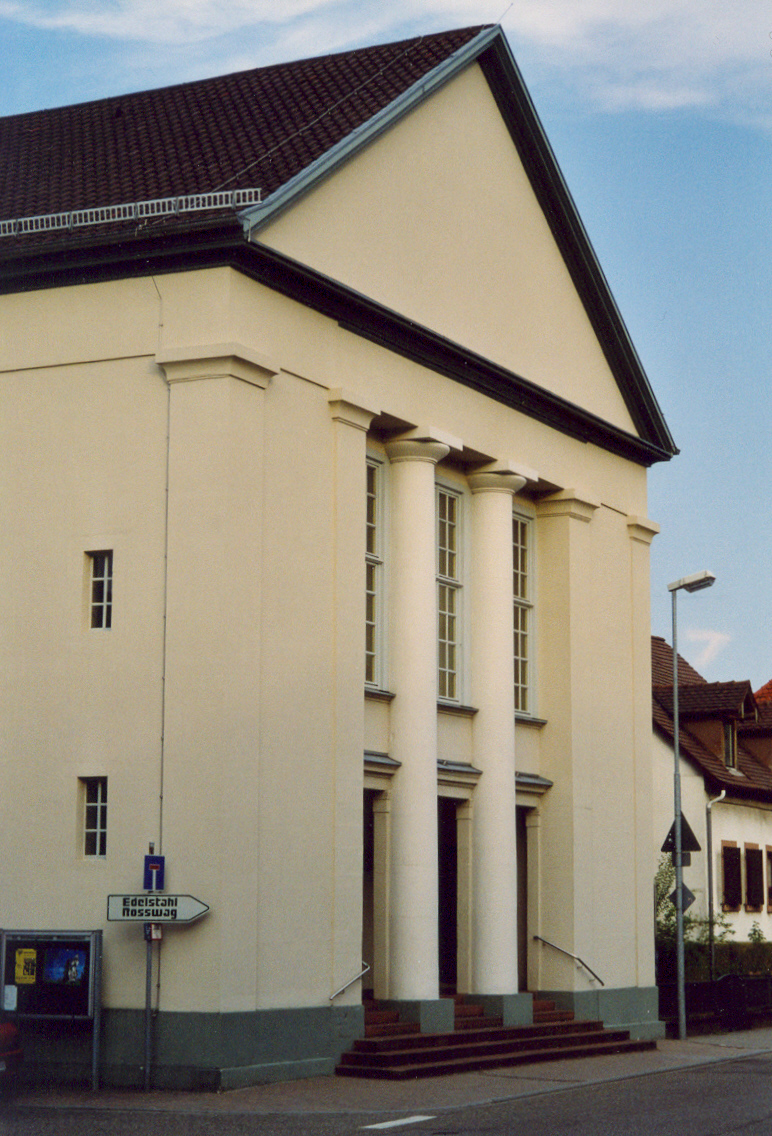
Церква в Кляйнштейнбах

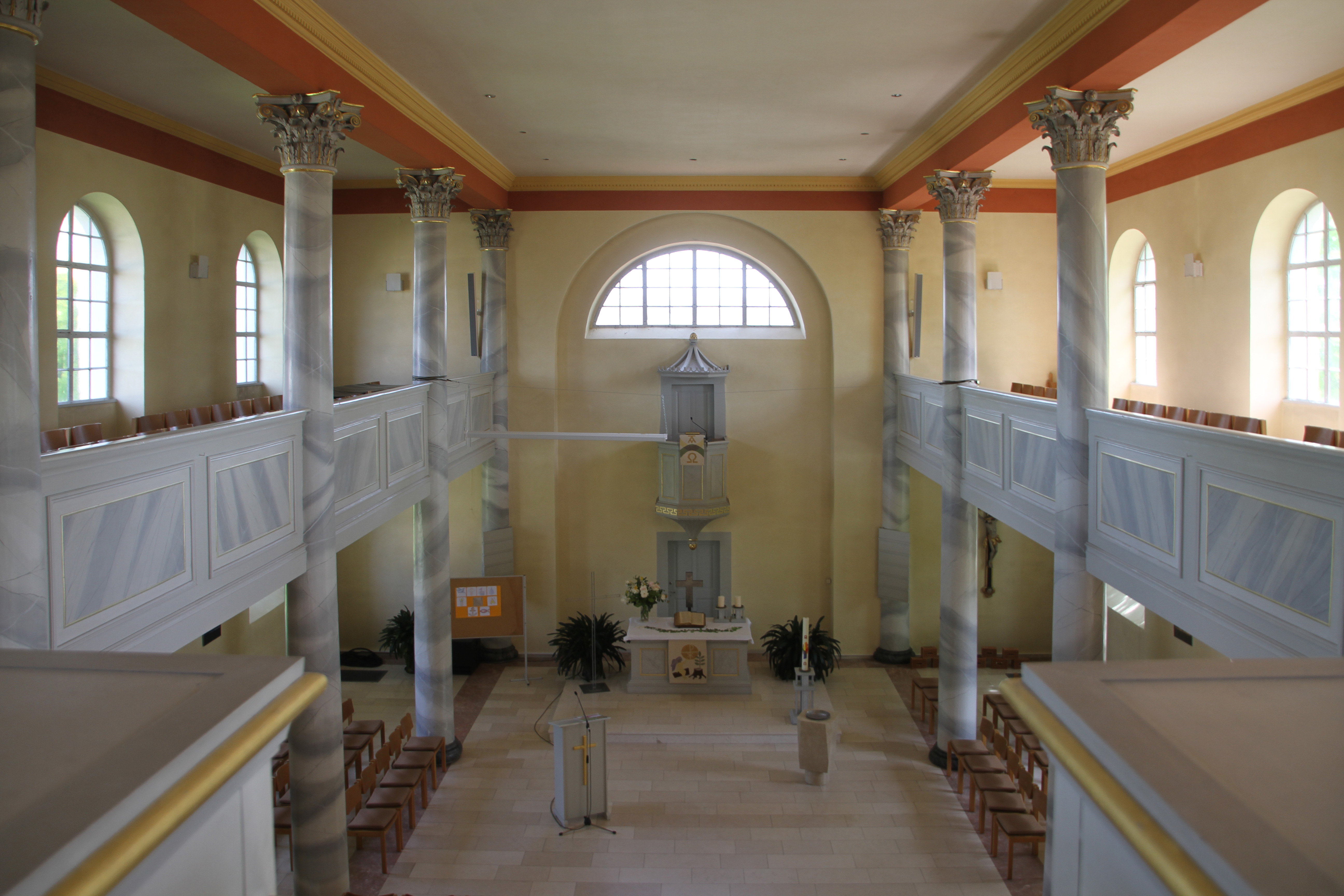
Церква в Шерцгаймі

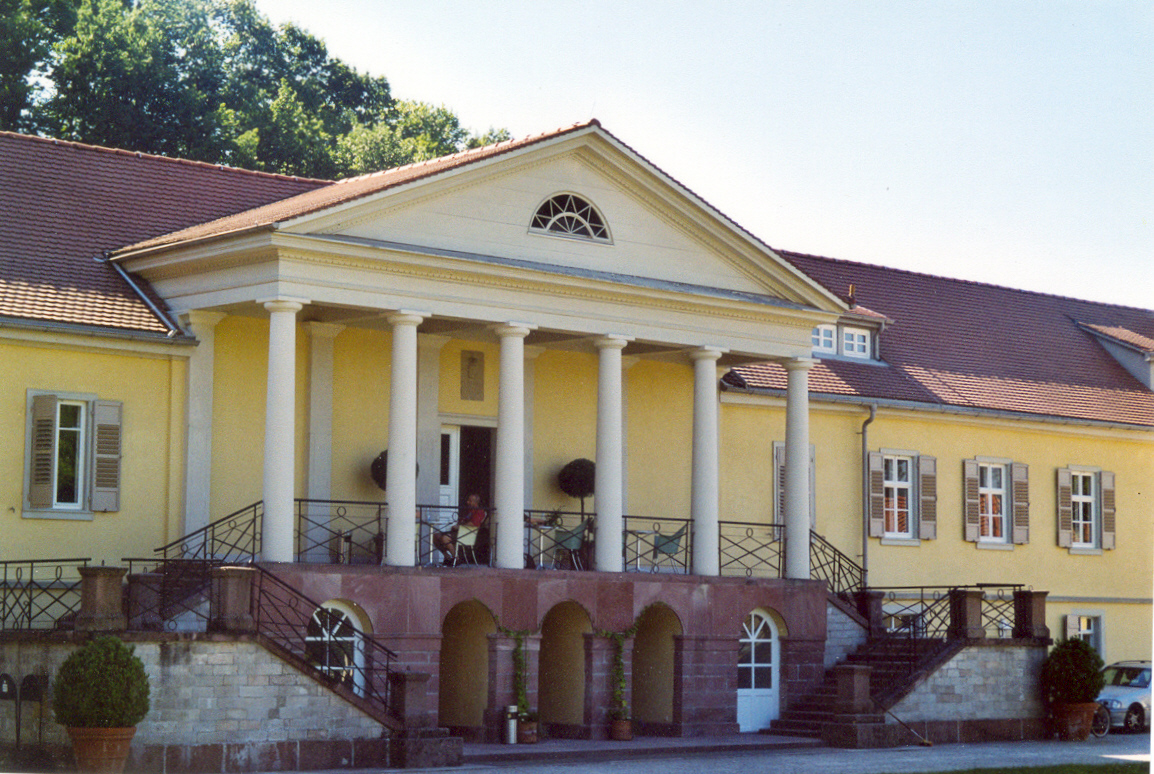
Палац Бад-Ротенфельс

Фрідріх Вайнбреннер (нім. Friedrich Weinbrenner (1766 , Карлсруе  — 1 березня 1826 , Карлсруе )) — німецький архітектор, представник класицизму.

## Життя і творчість
Фрідріх Вайнбреннер був сином придворного теслі Йоганна Людвіга Вайнбреннера в Карлсруе та онуком відомого в регіоні майстра-теслі Гогенло Йоганна Фрідріха Вайнбреннера. 

У 1780 році він закінчив навчання теслі в столярній майстерні свого батька. 
Паралельно відвідував ліцей Карлсруе і брав уроки технічного та художнього малювання, а також гри на різних музичних інструментах. 
З 1788 року Вайнбреннер працював майстром на будівництві в Цюриху та Лозанні. 
У 1790 році він приїхав до Відня вивчати архітектуру, яку закінчив переважно самоучкою. 
У 1790/91 роках він навчався в будівельних академіях у Відні та Дрездені, а в 1791/92 роках відбувся кількамісячний навчальний візит до Берліну, що привернуло увагу Вайнбреннера до стародавньої архітектури та англійського палладіанства. 
Його знайомства з такими архітекторами, як Карл Готтард Ланґганс (1732–1808), Давід Жиллі (1748–1808) і Ганс Крістіан Женеллі (1763–1823), були формальними. 
В академії він слухав лекції Карла Філіпа Моріца (1756–1793) з естетики та Фрідріха Крістіана Бехерера (1747–1823) з будівництва будівель.
Поїздка до Італії між 1792 і 1797 роками, присвячена інтенсивному навчанню, була кульмінацією років навчання. 
У Римі Вайнбреннер був у гуртку художників навколо Карла Людвіга Фернова (1763–1808), який пізніше присвятив йому свої «Римські дослідження». (Römische Studien, 3 том, Цюрих, 1806–1808) 
Він провів археологічні дослідження в Римі, Помпеях і Геркуланумі, подорожував до Пестума і намалював види та деталі стародавніх будівель, а також види італійського культурного ландшафту. 
Тут він потоваришував та познайомився з: Фрідріхом Бурі (1763–1823), Асмусом Якобом Карстенсом (1754–1798), Йоганном Ердманом Гуммелем (1769–1852), Якобом Філіпом Гакертом (1737–1807), Алойсом Гіртом (1759–1837), Ангелікою Кауфман (1741–1807), Крістофом Генріхом Кніпом (1755–1825), Йозефом Антоном Кохом (1768–1839), Генріхом Майєром (1760–1832), Йоганном Крістіаном Райнгартом (1761–1847), Бертелем Торвальдсеном (1770– 1844), Ніколаусом Фрідріхом фон Тоуретом (1767–1845) та Олександром Тріппелем (1744–1793). 
Перш за все, його реконструкції будівель зі стародавніх текстових джерел зробили його відомим у римському мистецькому середовищі та за його межами. Як і в Берліні, Вайнбреннер також був зайнятий у Римі проектами розширення свого рідного міста, ідеального міста бароко Карлсруе.
Після повернення з Італії він працював спочатку в Карлсруе, потім у Страсбурзі та Ганновері, де був призначений відповідальним за будівництво. 
У Страсбурзі 29 липня 1798 року (11-й термідор, 6 рік республіки) Вайнбреннер одружився з 23-річною Маргаретою Саломе Арнольд (народилася 28 вересня 1774 року в Страсбурзі, дочка страсбурзького міського архітектора Філіпа Якоба Пауля Арнольда та Маргарети Саломе Циммер). 
Влітку 1800 року Вайнбреннер нарешті повернувся до Карлсруе, де швидко зробив свою кар'єру. 
Починаючи з 1801 року, як будівельний директор Бадена, він керував усім державним будівельним сектором; його проекти використовували як державні, так і приватні будівельники. 
У 1800 році він став головою фінансованої державою приватної будівельної школи, яка була поглинена в новостворену в 1825 році Політехнічну школу Карлсруе, попередницю Університету Карлсруе і сьогоднішнього Технологічного інституту Карлсруе. 
Він підготував понад сто учнів, більше, ніж будь-який інший архітектор свого часу. 
Його викладацька діяльність вплинула на кілька поколінь архітекторів і поширила стиль навчання Вайнбреннера в багатьох інших країнах, підтримавши публікацію його основних архітектурних ідей і власних проектів. 
Крім того, він написав і опублікував широко відомі статті на різні теми, не лише архітектурні та археологічні, наприклад, про «формування планет і формування Землі» та «прозорість скла». 

Тісний контакт із його видавцем Йоганном Фрідріхом Коттою (1764–1832) був для нього корисним.
Він також ефективно виступав за збереження історичних пам’яток. 
У 1802 році він успішно втрутився проти знесення пізньоготичної міської церкви в Еммендінгені та в 1808 році ранньокласицистичної монастирської церкви в Занкт-Блазієні. 
З нагоди запланованого знесення середньовічних надбрамних веж в Дурлаху, Куппенгаймі та Баден-Бадені в березні 1812 року він написав перший німецький ордонанс про охорону пам’яток землі Баден, який був виданий у квітні. 

Він розробив деякі з найперших проектів реставрації, напр. в 1803 р. реконструкція палацу Еберштайн у Мурґталі та перетворення Геттінгенської Паулінеркірхе на університетську бібліотеку, в 1804 р. охорона руїн монастиря Аллер-Гайліген біля Оппенау у Шварцвальді. 
Діяльність його як архітектора була різноманітною. 
Найбільше він зміг проявити себе у двох містах Бадена Карлсруе та Баден-Баден, де він розробив основні риси міського планування, розширив мережу доріг і навіть брав участь у проектуванні зелених насаджень і водотоків. 
Там він проектував громадські та приватні будівлі, а також передавав замовлення працівникам свого будівельного управління або місцевим будівельникам. 
Базуючись на генеральному плані забудови, представленому в 1797 році, Вайнбреннер десятиліттями працював над розширенням барокового міського комплексу в Карлсруе. 
Марктплац із протестантською міською церквою (1807–15) і навпроти неї ратушею (1821–25) на центральній осі з півночі на південь, яка стала Тріумфальною дорогою, є однією з найяскравіших класичних площ Європи. 
Після руйнування під час війни, з 1950 року її частково реконструювали. 
Були створені плани подальшого розвитку та розширення, а також проекти типових будинків для резиденції Баден; 
рання ідея поселення типу міста-саду на південь від Етлінгер-тор не була реалізована.
Його значення також велике для Баден-Бадена, де він спроектував не лише всесвітньо відому визначну пам’ятку міста, Кургауз, але й численні інші громадські та приватні будівлі. 
Крім того, він облаштував джерельно-курортний район, а також важливі нові шляхи та дороги, включаючи набережну, яку він хотів утворити кільцем навколо старого міста, що йому вдалося зробити, за винятком короткої ділянки під замком. 

## Архітектурний доробок

### Будівлі в Карлсруе
Основним завданням Фрідріха Вайнбреннера було перетворення невеликої маркграфської резиденції Карлсруе на столицю землі Баден — з 1806 року великого герцогства і середньої німецької держави. 
На додаток до регульованого містобудування, це вимагало великої кількості нових, громадських і приватних будівель. 
Багато його будівель було зруйновано під час Другої світової війни, але деякі з них були відновлені — принаймні зовнішній вигляд — у повоєнні роки.
Важливі індивідуальні будівлі
- Синагога[de] (1798–1800, згоріла 1871);
- Маркграфський палац[de] на Рондельплац (1803–14, часткова реконструкція 1960–63);
- Придворний театр Карлсруе (1804–08, згорів в 1847);
- Будинок генерала Бека (1805, зруйнований під час Другої світової війни);
- Ратуша[de] (1805/06 та 1821–25, масштабна перебудова фасадів, сильно змінений інтер’єр);
- Євангельська міська церква[de], (1807–16, повоєнна реконструкція з сучасним інтер’єром);
- Католицький міський костел Св. Стефана[de] («Пантеон Вайнбреннера» 1808–14, перебудова без зміни інтер’єру 1951–55);
- Етлінгерська брама[de] (південна міська брама, знесена наприкінці XIX століття);
- Стефанієнбад[de] у Карлсруе-Баєртгаймі (1811, зараз використовується як церква);
- Музей (1813–14, згорів в 1918);
- Мюльбургерська брама[de] (1817–21, західна міська брама, частково зруйнована під час Другої світової війни, пізніше зруйнована);
- Становий будинок[de] (1820–22, зруйнований в 1944);
- Піраміда Карлсруе (1823–25 рр.; мавзолей маркграфа Карла Вільгельма фон Баден-Дурлах і пам’ятка міста), що містить рельєф Вайнбреннера на карті міста;
- Монетний двір (1826–27);
- Храм Вайнбреннер[de] (1802–03);

Інші будівлі
- Марграфський садовий палац[de] (1801–03, зруйнований під час Другої світової війни);
- Будинок статського радника Вонліха (1799–1800, зруйнований під час Другої світової війни);
- Готична вежа[de] та купальний кабінет для Амалії Гессен-Дармштадтської (1802 р., знесена в XIX ст.);
- Стара канцелярія (1805–16, сильна модифікація проекту Вайнбреннера);
- Ринкова площа (з 1809 р. — північна половина, знищена під час Другої світової війні, частково змінена реконструкція фасадів);
- Будинок аптекаря Зоммершуха (1814 р., зруйнований під час Другої світової війни);
- Будинок Саклера Шнабеля (1815–16, зруйнований під час Другої світової війни);
- Будинок на старій набережній (1815 р., пізніше змінений, тепер боулінг);
- Будинок колекціонера Бодмера (1815, зруйнований під час Другої світової війни);
- Палац маркграфа Фрідріха з оранжереєю (знесений наприкінці XIX ст.);
- Міський палац на внутрішньому колі (1816, приписується Вайнбреннеру);
- Будинок Вельцина (1822–23, приписується Вайнбреннеру);
- Будинок-фонтан у Карлсруе-Дурлах (1822–24).

### Будівлі в Баден-Бадені
На початку ХІХ століття Баден-Баден пережив новий бум як курорт. 
Потреба у нових будівлях призвели до того, що місто стало другим центром роботи Вайнбреннера — поряд з Карлсруе. 
  
Через реконструкції та добудови у другій половині XIX століття жодна зі споруджених ним будівель досі не збереглася в початковому стані. 
Лише фасад центральної будівлі Кургаузу та частини вілли Гамільтон досі залишаються в оригінальному стані.
- Античний зал[de] (1804 р., замінений паровою лазнею[de] Генріха Гюбша[de] в середині XIX ст.);
- Готель Бадішер-Гоф[de] (1807–1809, змінений неокласичними добудовами та реконструкцією);
- Вілла Гамільтон[de] (1809 р., колишній міський палац великогерцогської родини);
- Вітальня в єзуїтському колегіумі[de] (1810–1812 рр., сьогодні ратуша, змінена через добудови та реконструкції)
- Курхаус (1821–25 рр., змінена через добудови та реконструкцію)
- Старий питний зал (1822–1824 рр., розташування за колегіальною церквою. У середині XIX ст. замінено будівлею Генріха Гюбша в іншому місці; не збереглося)

### Інші будівлі
За винятком проектів театру для Лейпцига (реалізованого, але зруйнованого) та Дюссельдорфа (нереалізованого), робота Фрідріха Вайнбреннера як старшого директора будівництва Бадена стосувалася виключно столиці Бадену Карлсруе та її околиць. 
Його найпівнічнішу роботу можна знайти в Гейдельберзі, а найпівденнішу — у Баденвайлері. 
Такий порівняно малий радіус впливу пояснюється тим фактом, що Вайнбреннер віддав два найважливіші після Карлсруе округи, Мангайм і Фрайбург-ім-Брайсгау, студентам, яких він навчав. 
Сам Фрідріх Вайнбреннер працював лише в Карлсруе та околицях; інші будівлі та проекти його та його учнів:
- План реконструкції (1798), амбара (1798–1804) і лісництва (1803) у Гернсбаху;
- Церква в Гербольцгаймі-Тутшфельдені (1806);
- Церква Св. Мартіна в Аппенваєр-Урлоффен;
- Палац Баушлот[de] (завершено в 1809 р.);
- Бельведер у Баденвайлері (1813);
- Церква в Еттенгаймі-Мюнхвейері;
- Орендна ферма Катариненталь;
- Казарми в Гейдельберзі;
- Церква в Альтфогтсбурзі (1820–1835);
- Євангелічна церква у Фрідріхсталі (Штутензее)[de] (1830);
- Церква в Келі;
- Церква[de] в Кляйнштейнбах[de];
- Церква в Шерцгаймі;
- Спільна церква[de] св. Лаврентія в Майсенгаймі-Кюрцеллі (1829–1830);
- Церква в Нойрід-Альтенгаймі (1813/22)[8]
- Церква Святого Варфоломія[de] в Ортенберзі
- Церква Святого Хреста[de] в Ренхені (1817)
- Ратуша в Муггенштурмі
- Ратуша в Шопфгаймі (1826)
- Палац Ротенфельс (1827)
- Палац Рорбах[de] (побудований близько 1770 р., перероблений), Гайдельберг-Рорбах
- Церква в Тенінгені (1826–28)
- Церква[de] у Ферштеттені (1803)
- Банкетний зал у палаці Донауешинген[de] (1826)

## Науковий доробок
- Über Theater in architectonischer Hinsicht. Tübingen 1809.
- Architektonisches Lehrbuch. Teil 1: Geometrische Zeichnungs-, Licht- uns Schattenlehre, Tübingen 1810[–1811]; Teil 2: Perspectivische Zeichnungslehre. Tübingen 1817 [-1824] Teil 1 und 2 (PDF; 27,1 MB) (PDF; 26 MB); Teil 3: Über die Höhere Baukunst. Karlsruhe 1819 [–1825], Digitalisat Heidelberg, (PDF; 22,3 MB) (PDF; 21 MB) Tafeln Band 1–3, unvollständig (PDF; 33,4 MB)
- Ausgeführte und projectirte Gebäude. Carlsruhe [u. a.]: Marx, 4 Hefte erschienen Karlsruhe 1822–35. Digitalisierte Ausgabe der Universitäts- und Landesbibliothek Düsseldorf
  - (Reprint mit einem Kommentar von Wulf Schirmer, C. F. Müller, Heidelberg 1978)
- Kurzgefaßte Geschichte meiner künstlerischen Bildung. In: Zeitgenossen, 3. Reihe, 1. Band, Heft 4, Leipzig 1829, S. 65–74
- Denkwürdigkeiten aus seinem Leben, von ihm selbst geschrieben, hrsg. v. Aloys Schreiber. Heidelberg 1829. (Фрідріх Вайнбреннер на «Google Books»)
- Architektonisches Lehrbuch, bearbeitet von Ulrich Maximilian Schumann (= Friedrich Weinbrenner und die Weinbrenner-Schule, Band 7). Triglyph-Verlag, Bad Saulgau 2015, ISBN 978-3-944258-03-4.
- Worte und Werke, bearbeitet von Ulrich Maximilian Schumann (= Friedrich Weinbrenner und die Weinbrenner-Schule, Band 8). Triglyph-Verlag, Bad Saulgau 2017, ISBN 978-3-944258-05-8.